# As Taboazas
As Taboazas es una aldea española situada en la parroquia de Queija, del municipio de Chandreja de Queija, en la provincia de Orense, Galicia.

## Demografía
| Gráfica de evolución demográfica de As Taboazas entre 2000 y 2019 |
|                                                                   |
| Datos según el nomenclátor publicado por el INE.                  |